# Следователь Тихонов
«Сле́дователь Ти́хонов» — российский многосерийный детективный телевизионный художественный фильм режиссёров Сергея Снежкина и Эдуарда Оганесяна, снятый в 2015 году по мотивам произведений советских писателей Аркадия и Георгия Вайнеров («Визит к Минотавру», «Лекарство для Несмеяны», «Гонки по вертикали», «Ощупью в полдень», «Я, следователь…», «Часы для мистера Келли», «Город принял» и «Телеграмма с того света»).
События в фильме происходят в 1979—1980 годах в советской Москве, накануне и во время проведения XXII летних Олимпийских игр. Главным героем детективной ленты является Станислав Александрович Тихонов — оперуполномоченный Московского уголовного розыска (МУРа), капитан (затем — майор) милиции, лучший специалист в раскрытии самых запутанных уголовных дел.
Премьерный показ картины состоялся с 11 по 21 апреля 2016 года на телеканале «Россия-1».

## Сюжет
Детектив в стиле ретро. Главный герой — опытный сыщик — получает в напарники юного стажёра, лейтенанта милиции Елену Лаврову. Уверенный в себе, успешный в работе Тихонов вызывает сильное чувство у девушки, между ними начинается роман. Но мужчина не предпринимает никаких усилий, чтобы поддержать отношения. Некоторый оттенок роману придаёт обстоятельство, что отцом Лены является непосредственный начальник Тихонова генерал Владимир Шарапов (обещавший дочери надавить на подчинённого при необходимости).
На этом фоне и фоне сложных внутрисемейных отношений Тихонова с женой и взрослой дочерью показана ежедневная работа оперативной группы (оперуполномоченный, криминалист Ной Маркович, оперуполномоченный-стажёр) по раскрытию наиболее громких преступлений в Олимпийской Москве.

## Список серий
Телесериал «Следователь Тихонов» состоит из девяти фильмов (дел), включающих в себя двадцать серий:
- фильм № 1 «Визит к Минотавру» — серии № 1—4;
- фильм № 2 «Ощупью в полдень» — серии № 5—6;
- фильм № 3 «Город принял» — серии № 7—8;
- фильм № 4 «Часы для мистера Келли» — серии № 9—10;
- фильм № 5 «Я, следователь» — серии № 11—12;
- фильм № 6 «Гонки по вертикали» — серии № 13—14;
- фильм № 7 «Лекарство против страха» — серии № 15—16;
- фильм № 8 «Телеграмма с того света» — серии № 17—18;
- фильм № 9 «Ещё одно дело Тихонова» — серии № 19—20.

## Роли исполняют

### В главных ролях
- Михаил Ефремов — Станислав Александрович Тихонов, оперуполномоченный, следователь по особо важным делам МУРа, капитан милиции (с 5-й серии — майор)
- Светлана Иванова — Елена Владимировна Лаврова, оперуполномоченный-стажёр МУРа, лейтенант милиции, дочь генерал-полковника  Шарапова
- Сергей Шакуров — Владимир Иванович Шарапов, генерал милиции, начальник МУРа, отец Елены Лавровой
- Виктория Толстоганова — Анастасия Михайловна Тихонова, модельер Московского дома моделей одежды, жена следователя Тихонова
- Юрий Ицков — Ной Маркович Халецкий, эксперт-криминалист МУРа
- Евгений Харланов — Александр Савельев, оперативный сотрудник МУРа, младший лейтенант милиции
- Аглая Тарасова — Галина, дочь Тихоновых

### В остальных ролях
- Олег Волку — подполковник Коляда
- Юлия Ауг — Люба, жена Коляды
- Михаил Сафронов — Николай Кулагин, дипломат
- Владимир Кочуров — «Гарис», приятель Гали Тихоновой
- Алексей Гуськов — Лев Осипович Поляков, музыкант, народный артист СССР
- Сергей Гармаш — Павел Васильевич Иконников, лаборант-герпетолог в серпентарии Института токсикологии
- Фёдор Бондарчук — Клим Горелло, модный кинорежиссёр
- Максим Матвеев — Григорий Петрович Белаш, настройщик музыкальных инструментов
- Андрей Терентьев — Комов, приёмщик комиссионного магазина
- Константин Воробьёв — Сергей Семёнович Обольников
- Сергей Перегудов — Александр Леонидов, ленинградский следователь
- Константин Мурзенко — «Сайрус» (Юра), хиппи в баре кафе «Лира»
- Илья Носков — Игнатий Петрович Куприянов, директор московского Дома моды
- Оксана Базилевич — Светлана Николаевна, начальник отдела кадров московского Дома моды
- Артур Ваха — Лёха, скульптор
- Владимир Богданов — Ратибор, скульптор
- Олег Андреев — Панаев, следователь Бабушкинского РОВД
- Игорь Черневич — Дмитрий Михайлович Лагунов
- Зоя Буряк — Надежда Петровна Семёнова, свидетельница
- Маргарита Бычкова — Рогнеда Трифоновна, администратор гостиницы «Золотой колос»
- Сергей Уманов — Геннадий Ванюшин, токарь
- Борис Хвошнянский — актёр на съёмках
- Мария Миронова — Маргарита Павловна Ушакова, судмедэксперт
- Александр Борисов — Борис Ушаков, таксист
- Анатолий Горин — сосед Бориса Ушакова
- Иван Бровин — Олег, бандит
- Сергей Мардарь — Аркадий Константинович Смагин, директор мебельного магазина
- Ольга Калмыкова — Нина Савельевна
- Дмитрий Лысенков — Геннадий Костюк («Крот»)
- Виталий Коваленко — Андрей Степанович Балашов, заместитель директора ювелирного завода
- Кристина Кузьмина — Алла Леонидовна Балашова
- Дмитрий Воробьёв — Кузнецов («Кузя»)
- Светлана Письмиченко — Вера Олеговна Кузнецова
- Полина Толстун — Екатерина Аркадьевна Максакова, официантка кафе «Лира»
- Юрий Дедович — сосед Балашова по даче, ветеран МВД
- Георгий Штиль — Коржаев
- Игорь Скляр — Алексей Валерьевич Панкрашин
- Игорь Савочкин — «Князь», налётчик
- Ольга Филимонова — Инга
- Амаду Мамадаков — Нигматулин, шофёр
- Ольга Машная — директор детского дома
- Александр Чевычелов — Игорь Семёнович, хозяин красных Жигулей
- Даниил Воробьёв — Алексей Дедушкин («Батон»)
- Мария Луговая — Катя
- Алексей Якубов — Иван Сергеевич Алёхин, вор
- Елена Валюшкина — Валентина Ивановна Обнорская
- Михаил Горевой — Павел Афанасьевич, преподаватель московской консерватории, любовник Обнорской
- Юрий Нифонтов — Яков Моисеевич, ювелир
- Сергей Холмогоров — эксперт-искусствовед Исторического музея
- Владислав Ветров — Аристарх Евграфович Сытников, бухгалтер Мослесхоза, спекулянт
- Аристарх Ливанов — Александр Николаевич Панафидин, профессор
- Яна Сексте — Елизавета Благолепова, младший научный сотрудник
- Алексей Дякин — Борис Чебаков
- Владимир Чуприков — Иван Демьянович Цыбулько
- Михаил Богдасаров — Рамазанов
- Борис Каморзин — Андрей Васильевич Барышев, директор швейной фабрики
- Владимир Зайцев — Сергей Крутин, майор милиции из Егорьевска
- Александр Пашутин — Виктор Юлианович Мартынов, следователь МУРа на пенсии
- Светлана Немоляева — Анна Фёдоровна Хижняк
- Анатолий Лобоцкий — Олег Ставицкий, врач
- Сергей Шеховцов — Юрий Пименов
- Александр Коротков — Глеб Рыбаков
- Александр Тютин — Алексей Семёнович, главный редактор газеты «Социалистическая индустрия»
- Юлия Пивень — сотрудница газеты «Социалистическая индустрия»
- Михаил Крылов — метрдотель в ресторане Дома журналиста

### Музыка из сериала
- Основная музыкальная тема сериала представляет собой инструментальную аранжировку хита Get Lucky группы Daft Punk со знаменитого диска Random Access Memories.

## Различия между литературным персонажем и киногероем
Действие всех романов перенесёно в 1979—1980 годы. Кроме того, в отличие от литературного капитана милиции, которому было около 30 лет, Михаил Ефремов снимался в возрасте за 50. Ещё одним отличием сериала является подробная разработка семейной биографии Тихонова, которая почти не обозначалась в журнальных вариантах детективных историй.
Также в фильм был добавлен харизматичный образ начальника МУРа (и любимого наставника по Высшей школе милиции) генерал-полковника Владимира Шарапова, который присутствовал далеко не во всех романах братьев Вайнеров.
В сериале, кроме того, претерпела изменения стилистика изложения расследования уголовных дел — от детективного жанра в духе соцреализма, где следователь по особо важным делам представал интеллектуалом, акценты сместились на типичную для современности критику столичной действительности конца «эпохи застоя» с её резким падением нравов и невысоким культурным уровнем работников правоохранительных органов.